# El picaflor (novela)
El Picaflor es una novela panameña producida por Telemetro Canal 13 y fue emitida en el horario de las 9pm, con transmisión diaria.

## Sinopsis
Basada en una idea de Andrés Salgado, El Picaflor cuenta la historia de José María Ballestas, quien se encuentra bajo un embrujo que provoca que solo se enamore de mujeres con nombre de flor. Pero él tiene un solo y verdadero amor, Amapola. 
Conquistarla y demostrarle su amor será su principal norte en esta historia, que se desarrolla en el pueblo de Piedras Blancas, donde José María es conocido como “El Picaflor”. 
Su fama lo precede, pero él es un hombre de buen corazón y confía mucho en su amigo, George, sin saber que es su principal enemigo. “El Picaflor” cae en una trampa, por lo que idea un plan para demostrar su inocencia y volver a conquistar a la más linda flor de Piedras Blanca: Amapola.

## Elenco
- Jair Romero - El Picaflor
- Laura Yee - Amapola del Castillo
- Andrés Morales - George Torné
- Renán Fernández - Eusebio
- Larry Díaz - Dr. Amador Monsalve
- Neysa Ferguson - Emelina
- Ana Terrero - Calixta
- Joshua Blake - Barber
- Juanxo Villaverde - Dandy
- Agustín Gonçalves - Cristobal
- Ash Olivera - Azucena
- Carolina Brid - Margarita
- Idania “Kiki” Ceville - Petunia
- Mary Gaby Sealy - Gardenia
- María Sofia Sayavedra - Valeria
- Manuel Paz - El Gallero
- Hugo Víctor Rodríguez - Padre Castagnet
- Jessica La Forgia - Estefania